# Pusztítás (film)
A Pusztítás (eredeti cím: Havoc) 2025-ben bemutatott brit–amerikai akcióthriller, melyet Gareth Evans írt és rendezett. A főbb szerepekben Tom Hardy, Jessie Mei Li, Justin Cornwell, Quelin Sepulveda, Luis Guzmán, Yeo Yann Yann, Timothy Olyphant és Forest Whitaker látható.
2025. április 25-én mutatta be a Netflix.

## Cselekmény
Egy négyfős tolvajbanda, Charlie, Mia, Johnny és Wes ellop egy rakomány mosógépet, amely kokainszállítmányt rejt. Vincent, Hayes, Jake és Cortez, a kábítószerellenes osztag nyomozói üldözik őket. Cortez a hajsza közben súlyosan megsérül és kórházba kerül.
Még aznap este Charlie és Mia elviszik a lopott kokaint Tsui-nak, a helyi triád fejének. Mia korábban ellopta Tsui autóját, így kénytelen neki dolgozni, hogy kifizesse adósságát. Egy csapat álarcos támadó beront a rejtekhelyre, és lelövi Tsuit és a testőreit. Charlie és Mia épphogy megmenekül a vérengzésből. Az álarcos banda összejátszik Chinggel, Tsui elégedetlen hadnagyával, aki nem sokkal a fegyveresek megérkezése előtt elmenekült a helyszínről.
Patrick Walker a családjától elhidegült gyilkossági nyomozó, az ingatlanmágnás polgármesterjelölt Lawrence Beaumontnak, Charlie apjának a zsebében van. Amikor megtudja, hogy fiát vádolják Tsui meggyilkolásával, Beaumont megparancsolja Walkernek, kutassa fel és védje meg fiát. Walker újonc társával, Ellie-vel együttműködve elkezdi követni Charlie és Mia nyomait.
Cortezt is meglátogatja a kórházban, mivel korábban Walker is annak a kábítószerellenes osztagnak a tagja volt, amelyet Beaumont pénzelt. Walker elhidegült tőlük egy incidens után, amikor Vincent megölt egy beépített rendőrt egy félresikerült akció közben. Miközben Walker nyomoz, Tsui édesanyja és Ching nővére, az „Anya” becenevű rangidős triádvezér megérkezik a városba. Követelik Chingtől, hogy derítse ki, mi történt a fiával. Ching Charlie-t hibáztatja, ezért Anya elraboltatja Beaumontot.
Walker felkutatja Mia nagybátyját, a Charlie és Mia számára is útleveleket hamisító Rault. Walker még aznap találkozót szerveztet vele egy éjszakai klubban, ahol az útleveleket majd átveszik. Mielőtt azonban Walker biztonságban kijuttathatná Charlie-t és Miát, Vincent, Hayes és Jake érkezése megzavarja. Mia Tsui gyilkosaként azonosítja Vincentet. Raul, Johnny, Wes és az Anya által küldött triádok is megérkeznek, ami tömegverekedéshez és lövöldözéshez vezet. Hayes, Raul, Johnny, Wes és több triád-tag meghal. Walker épphogy megmenekül Miával és a sebesült Charlie-val.
Walker rájön, Vincent és társai valójában a kokainszállítmányt akarták megkaparintani maguknak, nem pedig Charlie-t és csapatát elfogni. Vincent szövetkezik Chinggel, akinek van egy vevője a kokainra. Az üzletből hasznot akart húzni, és ki akarja iktatni Tsui-t – akire neheztel, amiért helyette léptették elő a városi triád élére. Hogy elvarrja a szálakat, Ching a kórházban meggyilkolja Cortezt és annak feleségét. Ellie, akit Walker küldött Cortez biztosítására, üldözőbe veszi és elfogja őt.
Walker elviszi Charlie-t és Miát apja régi faházába. A triádok a nyomukra bukkannak, és nagyszabású támadásba kezdenek, ami arra kényszeríti a hármast, hogy tűzharcban küzdjenek meg velük. Sok támadót megölnek, Charlie és Mia viszont fogságba esik. Walker egy brutális küzdelem után, súlyosan megsebesülve végez az Anya első számú bérgyilkosával. Anya megérkezik testőreivel és Beaumonttal. Mivel még mindig azt hiszi, Charlie ölte meg Tsui-t, arra kényszeríti a polgármesterjelöltet, játsszon orosz rulettet Miával.
Ellie azonban megérkezik, miután Ching mellett Vincentet és Jake-et is elfogták. Ching bevallja, hogy ő tervelte ki Tsui megölését, mert féltékeny volt annak pozíciójára. Jake váratlanul kiszabadul, és megpróbálja lelőni Charlie-t, de Beaumont önfeláldozó módon a golyók elé ugrik és fia karjaiban hal meg. Ching és a hozzá hű áruló triád-tagok agyonlövik Anyát és embereit. Ching Vincentet is megsebesíti, aki viszont lelövi őt, és elmenekül a kokainnal. Walker üldözőbe veszi.
Ellie és Jake dulakodni kezdenek, Jake már épp lelőné Ellie-t, ekkor Charlie apját megbosszulva agyonlövi a férfit. Vincent megpróbál elmenekülni a vonattal, de Walker megsebesíti, majd agyonlövi az orvul rátámadó Vincentet. Mivel a rendőrség megérkezik, és még mindig forró a helyzet, Ellie elengedi Charlie-t és Miát. A súlyosan sebesült Walker arra biztatja, tartóztassa le őt. A nő ezt visszautasítja, a bizonytalan sors elé néző Walker pedig a kiérkező rendőrautókat figyeli.

## Szereplők
| Szerep                   | Színész            | Magyar hang         |
| ------------------------ | ------------------ | ------------------- |
| Patrick Walker           | Tom Hardy          | Király Attila       |
| Ellie                    | Jessie Mei Li      | Kádár Kinga         |
| Charlie                  | Justin Cornwell    | Lukács Dániel       |
| Mia                      | Quelin Sepulveda   | Dér Marus           |
| Raul                     | Luis Guzmán        | Besenczi Árpád      |
| bérgyilkos               | Michelle Waterson  |                     |
| Ching                    | Sunny Pang         | Szatmári Attila     |
| Wes                      | Jim Caesar         | Katona Péter Dániel |
| Johnny                   | Xelia Mendes-Jones | Fáncsik Roland      |
| Tsui édesanyja           | Yeo Yann Yann      |                     |
| Vincent                  | Timothy Olyphant   | Bozsó Péter         |
| Lawrence Beaumont        | Forest Whitaker    | Kálid Artúr         |
| Jake                     | Richard Harrington | Baksa Imre          |
| Helena, Patrick felesége | Narges Rashidi     | Peller Mariann      |
| Tsui                     | Jeremy Ang Jones   |                     |

## A film készítése
2021. február 19-én jelentették be, hogy A rajtaütés rendezője, Gareth Evans lesz a rendező, aki a Netflixszel kötött exkluzív szerződése alapján írta a film forgatókönyvét. Evans producerként is bejelentették a filmben Tom Hardy és Ed Talfan mellett.
Az első bejelentéssel egy időben Hardy megkapta a főszerepet. Forest Whitaker a következő hónapban csatlakozott a szereplőgárdához. 2021 júniusában Timothy Olyphant, Justin Cornwell, Jessie Mei Li és Yeo Yann Yann csatlakozott a főszereplőkhöz, Quelin Sepulveda, Luis Guzmán, Sunny Pang és Michelle Waterson pedig mellékszerepeket kapott.
A film forgatása 2021. július 8-án kezdődött a walesi Cardiffban, ahol nagyrészt a film gyártása is zajlott. A projekt „az egyik legnagyobb film, amelyet valaha Walesben készítettek”, és „maradandó élményt hagyott a filmkészítők számára”. Hardyt a dél-walesi Barry Island Pleasure Parkban és a swanseai Brangwyn Hall előtt látták 2021 júliusában, illetve augusztusában. A forgatás 2021. október 22-én fejeződött be.
Gareth Evans rendező szerint a film egyes jeleneteit újra kellett forgatni, ütemezési problémák és a SAG-AFTRA sztrájk miatt. Forgatókönyvíróként kizárólag Evanst tüntették fel a stáblistán. Scott Frank és John Lee Hancock nevét a képernyőn nem szereplő, további írói közreműködőként nevezték meg.

## Fogadtatás
A Rotten Tomatoes weboldalon 67%-os értékelést kapott 92 kritika alapján. Az oldal szöveges összefoglalója szerint: „Egy vérszegény bűnügyi saga, amelyet bravúros akciójelenetek tarkítanak — a Pusztítás talán csak Gareth Evans korábbi sikereinek újrázásának tűnik, de azoknak, akik függnek a rendező balettszerű stílusától, ez a recept még mindig üt.” A Metacritic oldalán 100-ból 57 pontot kapott (23 kritika alapján), ami „vegyes vagy átlagos” értékelést jelent.

## Fordítás
- Ez a szócikk részben vagy egészben  a   Havoc (2025 film) című angol Wikipédia-szócikk ezen változatának fordításán alapul.  Az eredeti cikk szerkesztőit annak laptörténete sorolja fel. Ez a jelzés csupán a megfogalmazás eredetét és a szerzői jogokat jelzi, nem szolgál a cikkben szereplő információk forrásmegjelöléseként.